# Kharé, ciudad de las mil trampas
Kharé, ciudad de las mil trampas es la segunda parte de la serie de libro juegos Brujos y Guerreros que sigue a Las colinas de Shamutanti, escrita por Steve Jackson.
Kharé, es una ciudad de caos y la puerta de acceso a los Baklands. Es una ciudad amurallada portuaria, que cruza el río Jabaji. Cuenta la leyenda que Kharé surgió junto al único vado por el que se puede cruzar el río Jabaji, entre el lago Lumlé y el mar. Esta leyenda no parece verosímil. Más probables son los relatos que hablan de piratas de río que acampaban en esa zona para tender emboscadas a los pequeños veleros mercantes que llevaban sus cargamentos de pesca entre el lago Lumlé y el mar de Kakhabad. Sea por una cosa u otra, el hecho es que la ciudad creció.
El campamento se transformó en un poblado, el poblado en una ciudad. Kharé llegó a ser un polo de atracción para todos los holgazanes de los Baklands y Shamutanti. Una multitud de criaturas malvadas dispuestas a darte muerte para robarte los cordones de las botas pululaban por la ciudad. La falta de ley y orden dio origen a un complicado sistema de trampas ideado por los habitantes para protegerse de los criminales que vagaban por las calles. Esta es la razón por la que recibió el sobrenombres de "Ciudad de las Mil Trampas".
La ciudad cuenta con dos puertas, la puerta sur y la puerta norte. La puerta sur es la única vía de penetración en la ciudad. La puerta norte es la que conduce a los Baklands. La puerta norte está cerrada por arte de magia para proteger a la ciudad de los invasores procedentes de los Baklands. La cerradura mágica sólo se abre cuando un determinado conjuro mágico es recitado delante de ella. La única persona que conoce el conjuro completo es el Noble Primero de Kharé, aunque otros cuatro ciudadanos notables conocen cada uno una de las cuatro líneas de que consta el conjuro. Esto impide que uno de ellos pueda él solo abrir la puerta. Estas cuatro personas son ciudadanos notables, siendo uno de ellos un maestro de escuela.
- Datos: Q5959404